# Bobby Horan
Bobby Horan est un acteur américain, né le 20 janvier 1955 à Los Angeles.
Il joua dans des séries télévisées durant les années 1960, comme Route 66 en 1962 ou The Hero en 1966.

## Filmographie
- 1962 : Route 66 (saison 2)
- 1962 : Our Man Higgins (saison 1)
- 1964 : Daniel Boone (saison 1)
- 1966 : Mon martien favori - (saison 3)
- 1966 : The Hero - (saison 1)
- 1967 : Cimarron (saison 1)